# Kazimierz Stefczyk

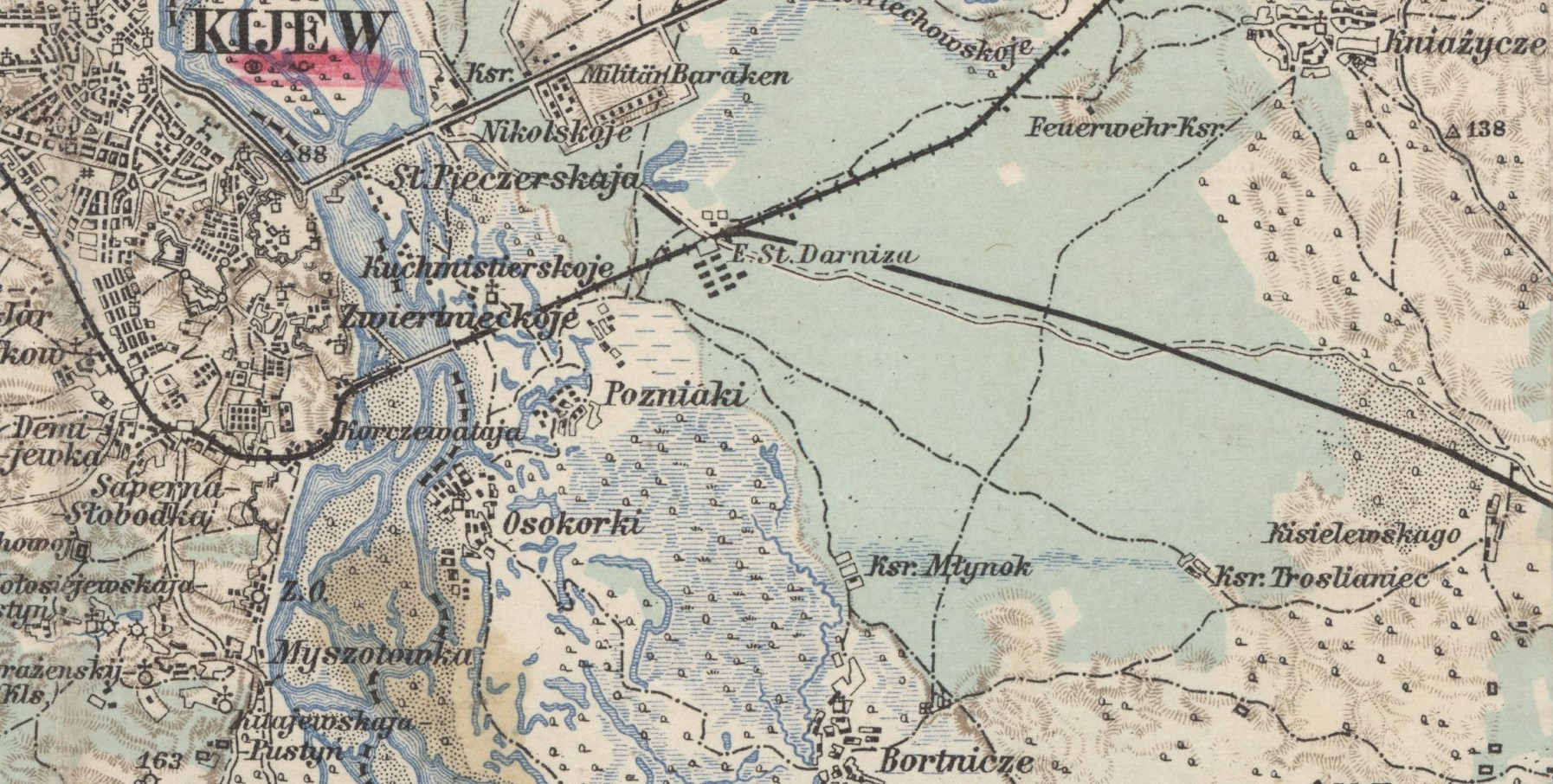
Rejon walk por. Stefczyka na przedmościu Kijowa

Kazimierz Mieczysław Stefczyk (ur. 29 grudnia 1891 w Czernichowie, zm. 2 maja 1941 w zamku Taymouth, w Szkocji) – pułkownik dyplomowany artylerii Wojska Polskiego, działacz niepodległościowy, kawaler Orderu Virtuti Militari, inżynier.

## Życiorys
Urodził się 29 grudnia 1891 w Czernichowie, w ówczesnym powiecie krakowskim Królestwa Galicji i Lodomerii, w rodzinie Franciszka Kazimierza (1861–1924) i Wiktorii z Kozłowskich (zm. 1916). Był młodszym bratem Tadeusza Stanisława Zygmunta (ur. 1887), kapitana artylerii rezerwy Wojska Polskiego, inżyniera, działacza niepodległościowego, odznaczonego Medalem Niepodległości, nauczyciela Szkoły Budowlanej w Poznaniu, zaginionego w czasie działań wojennych w 1939, i Marii Franciszki (ur. 1889), po mężu Sabińskiej.
Szkołę średnią ukończył we Lwowie. Tam w 1909 rozpoczął studia w Szkole Politechnicznej. W 1914 otrzymał dyplom inżyniera. Od 1904 prowadził koło samokształceniowe młodzieży niepodległościowo-narodowej, a w latach 1912–1914 był komendantem Polowej Drużyny Sokolej. W międzyczasie odbył obowiązkową służbę wojskową w cesarskiej i królewskiej Armii, w charakterze jednorocznego ochotnika. Został mianowany kadetem rezerwy ze starszeństwem z 1 stycznia 1913 i przydzielony w rezerwie do Pułku Haubic Polowych Nr 11 we Lwowie.
W czasie I wojny światowej walczył na froncie rosyjskim, a później włoskim w szeregach macierzystego pułku, który w 1918 został przemianowany na Pułk Artylerii Polowej Nr 111. Na stopień porucznika rezerwy został mianowany ze starszeństwem z 1 marca 1915, a na stopień nadporucznika rezerwy awansowany ze starszeństwem z 1 lutego 1917 w korpusie oficerów artylerii polowej i górskiej.
Od 1 listopada 1918 w Wojsku Polskim. Wziął udział w obronie Lwowa. Walczył w składzie załogi Odcinka V. Pułkownik Czesław Mączyński we wniosku na odznaczenie porucznika Stefczyka orderem Virtuti Militari napisał: „odznaczył się w czasie licznych wypadów prowadzonych ze Szkoły Sienkiewicza i w czasie ciężkich walk prowadzonych na tym odcinku. Następnie jako adiutant baonu przyczynił się niejednokrotnie przez niezwykłą swą sumienność, orientację i zimną krew do korzystnego przeprowadzenia nakazanych akcji”. W styczniu 1919 został przeniesiony do organizującego się w Nowym Sączu 3 pułku artylerii górskiej (12 lipca 1919 przemianowanego na 1 pułk artylerii górskiej), w którym objął dowództwo 1. baterii. 2 marca 1919 na czele baterii wyruszył na front litewsko-białoruski.
20 kwietnia 1919 ówczesny dowódca 9 Dywizji Piechoty pułkownik Władysław Sikorski w rozkazie pochwalnym napisał: „baterii 1-ej i jej dzielnemu dowódcy, porucznikowi Stefczykowi Kazimierzowi wyrażam w momencie definitywnego odejścia tej baterii do innej grupy, w imieniu służby narodowej szczere uznanie żołnierskie za jej dobrą, prawdziwie żołnierską służbę podczas walk o Jakimowską Słobodę”. Następnie dowodził baterią w wyprawie kijowskiej.
Wyróżnił się 28 maja na przedmościu Kijowa, na wschód od wsi Troslianiec (Troscjaniec), „w czasie generalnego ataku nieprzyjaciela z bardzo eksponowanego punktu obserwacyjnego, siedząc na drzewie, na skraju lasu, w odległości 300 m od nieprzyjaciela mimo gęstego ognia karabinowego prowadził ze spokojem ogień baterii, niszcząc gęste tyraliery nieprzyjaciela i zmuszając je następnie do panicznej ucieczki”.
10 czerwca 1920 jako dowódca centralnej grupy artylerii Kijów, „mimo silnego ostrzeliwania punktu obserwacyjnego na Ławrze Peczerskiej zmusił, kierując ogniem baterii, stojące w Darnicy nieprzyjacielskie pancerki do wycofania się oraz uniemożliwił przejazd przez most kolejowy Kijowa jednej z pancerek, która podsunęła się tuż pod most i usiłowała przejechać, co mogłoby mieć nieobliczalne następstwa”. Od 11 czerwca do 10 września dowodził I dywizjonem 1 pag.
6 sierpnia 1920 pod Kostomłotami, „w krytycznym momencie, gdy po utracie własnych pozycji podeszła następnie piechota I Brygady Górskiej do kontrataku, pobiegł do wysuniętego punktu obserwacyjnego, założył sam telefon i kierując ogniem 2. baterii I dyonu, którego był dowódcą, torował własnej piechocie drogę naprzód, która też w następstwie tego zajęła Kostomłoty i przepędzając wroga przekroczyła Bug”. 9 września 1920 został zatwierdzony z dniem 1 kwietnia 1920 w stopniu kapitana, w artylerii, w grupie oficerów byłej armii austro-węgierskiej.
Po zakończeniu działań wojennych pozostał w wojsku jako oficer zawodowy i kontynuował służbę w 1 pułku artylerii górskiej na stanowisku dowódcy III dywizjonu. W październiku 1921 został przeniesiony do 2 pułku artylerii górskiej w Samborze na stanowisko dowódcy I dywizjonu. 3 maja 1922 został zweryfikowany w stopniu majora ze starszeństwem od 1 czerwca 1919 i 107. lokatą w korpusie oficerów artylerii. 13 października 1923 został przydzielony do Wyższej Szkoły Wojennej w Warszawie, w charakterze słuchacza V kursu 1923/25. Z dniem 1 października 1925, po ukończeniu kursu i otrzymaniu dyplomu naukowego oficera Sztabu Generalnego, został przydzielony do Oddziału V Sztabu Generalnego. W listopadzie 1926 został przesunięty do Wydziału Opisowego Oddziału III SG. 12 kwietnia 1927 prezydent RP nadał mu stopień podpułkownika z dniem 1 stycznia 1927 i 15. lokatą w korpusie oficerów artylerii. W kwietniu 1928 został przesunięty w Oddziale III SG na stanowisko szefa wydziału, a z dniem 1 czerwca tego roku przesunięty do Wojskowego Instytutu Geograficznego na stanowisko szefa Wydziału IV. Z dniem 1 kwietnia 1931 został przeniesiony do 2 pułku artylerii ciężkiej w Chełmie na stanowisko zastępcy dowódcy pułku. W czerwcu 1934 ogłoszono jego przeniesienie do Powiatowej Komendy Uzupełnień Dubno na stanowisko komendanta. W lipcu 1935 został zwolniony z zajmowanego stanowiska i oddany do dyspozycji dowódcy Okręgu Korpusu Nr II, a później przeniesiony w stan spoczynku.
6 i 7 września 1939 towarzyszył generałowi Władysławowi Sikorskiemu w podróży z Warszawy do Osmolic, 10 września z Osolic do Lwowa, a później do Rumunii (granicę przekroczyli nad ranem 18 września). Po przybyciu do Paryża powierzono mu funkcję szefa Wydziału Organizacyjnego w Ministerstwie Spraw Wojskowych. W opinii historyka Zbigniewa Wawera pułkownik Stefczyk należał do grupy wyższych oficerów, których ogromny wysiłek umożliwił ewakuację do Wielkiej Brytanii kilkunastu tysięcy żołnierzy wojska. Po zakończeniu ewakuacji został wyznaczony na stanowisko szefa Oddziału I Sztabu Naczelnego Wodza w Londynie. Napisał memorandum o konspiracji w wojsku przeciwko generałowi Sikorskiemu, której miał być przychylny generał Stanisław Burhardt-Bukacki. Według generała Mariana Kukiela, pod wpływem tego memorandum Sikorski odwołał Burhardt-Bukackiego ze stanowiska dowódcy Obozów i Oddziałów Wojska Polskiego w Szkocji.
Zmarł 2 maja 1941 w 1 Polskim Szpitalu Wojennym w zamku Taymouth „po długich i ciężkich cierpieniach” i został pochowany w Perth na cmentarzu Jeanfield and Wellshill (grób 16).
Był żonaty z Teofilą Ludwiką z domu Preidl (1900–1991), z którą miał dwie córki: Krystynę Marię (ur. 1927) i Ewę Wiktorię (ur. 1929).

## Ordery i odznaczenia

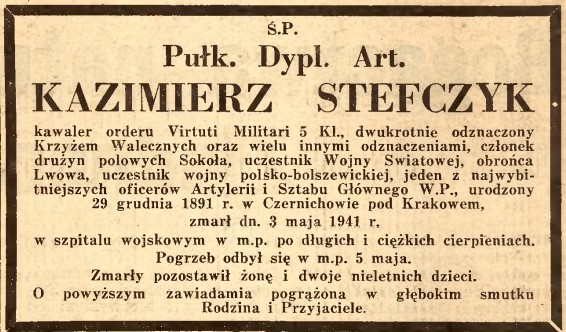
Nekrolog Kazimierza Stefczyka w Dzienniku Polskim.

- Krzyż Srebrny Orderu Wojskowego Virtuti Militari nr 4318[1][57]
- Krzyż Walecznych dwukrotnie[58][40]
- Medal Niepodległości – 29 grudnia 1933 „za pracę w dziele odzyskania niepodległości”[59][60]
- Medal Pamiątkowy za Wojnę 1918–1921[58]
- Medal Dziesięciolecia Odzyskanej Niepodległości[58]
- Krzyż Wojskowy Karola[14]
- Krzyż Pamiątkowy Mobilizacji 1912–1913[14]